# Tortricopsis pyroptis
Espèce
Tortricopsis pyroptis est une espèce de lépidoptère de la famille des Oecophoridae.
On le trouve en Australie.
Les larves se nourrissent de feuilles d'Exocarpos, pin de Monterey, cyprès et de feuilles mortes d'acacias

## Galerie

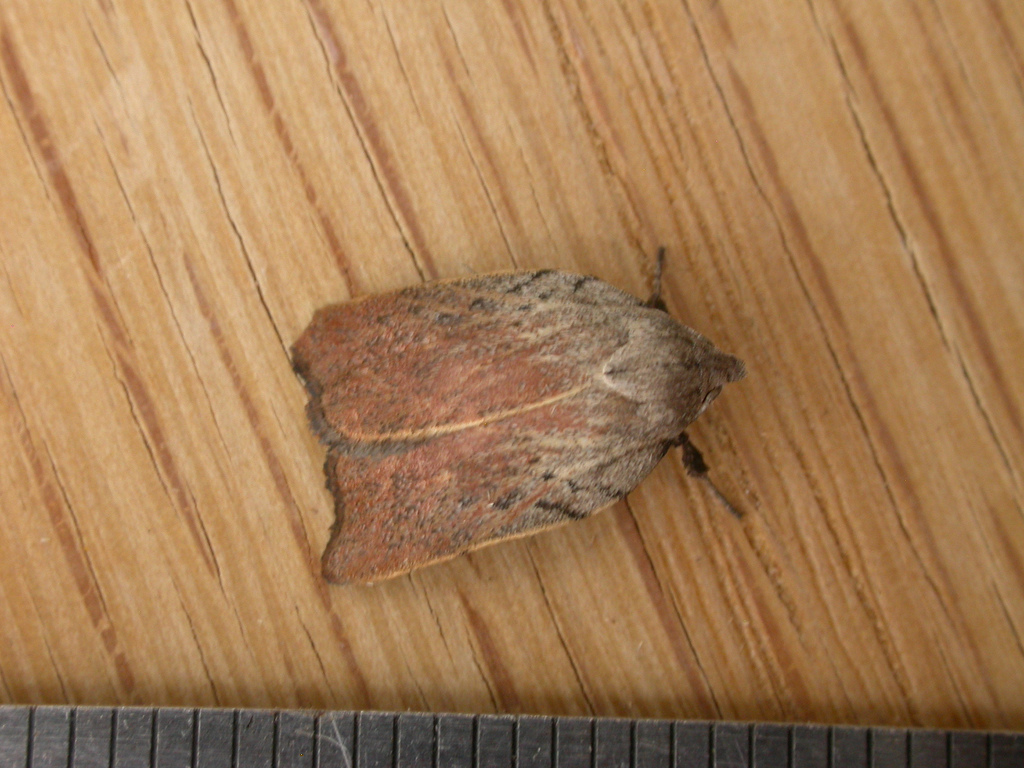